# Formula E
La Formula E è una serie automobilistica dedicata alle monoposto spinte da motori elettrici. Ideata nel 2011 dalla Federazione Internazionale dell'Automobile (FIA), con lo scopo di promuovere la mobilità elettrica, ha iniziato il campionato nel 2014, il 13 settembre, con la prima gara della prima stagione al E-Prix di Pechino. 
Fino alla stagione 2019-2020 era denominata ABB FIA Formula E Championship, e poi ABB FIA Formula E World Championship dalla stagione 2020-2021.
La serie della prima stagione, fu basata dalla partecipazione di vetture identiche con le varie componenti standardizzate, ma dalla seconda stagione in poi, ha visto partecipare più costruttori.
Dalla stagione 2020-2021 la categoria ha ottenuto lo status di Campionato del mondo FIA.
Jean Todt e Alejandro Agag sono i fondatori di questa serie. L’attuale presidente di Formula E Holdings è Alejandro Agag.

## Storia
La proposta di un campionato per monoposto elettriche è stata avanzata nel 2011 dall’ex direttore generale della Scuderia Ferrari e presidente della FIA Jean Todt, che durante una cena a Parigi con Antonio Tajani e Alejandro Agag, ha esposto l'idea di una categoria riservata a vetture elettriche, che gareggiassero in circuiti cittadini situati tra le strade delle più grandi città del mondo, in modo da promuovere la diffusione e lo sviluppo delle energie alternative e innovative.
Nel settembre 2012 viene scelto come pilota collaudatore l'ex pilota di Formula 1, l'italo-brasiliano Lucas Di Grassi, e nel novembre 2012 vengono ordinate quarantadue vetture. Nella seconda metà del 2013 sono stati realizzati alcuni eventi dimostrativi per mettere alla prova le vetture e il format di gara, prima dell'inizio ufficiale del campionato avvenuto con l'E-Prix di Pechino 2014, che è stata la prima gara della stagione 2014-2015.
Il 9 gennaio 2018 viene firmato un accordo pluriennale con l'azienda svizzera ABB che diventa title partner del campionato, facendo assumere la nuova denominazione ABB FIA Formula E Championship.
Nelle edizioni 2018-2019 e 2019-2020 il campionato è stato affiancato dal Jaguar I-Pace eTrophy, un campionato con SUV elettrici, con gare che si svolgevano dopo il turno di qualifica di ogni weekend.

## Aspetti tecnici

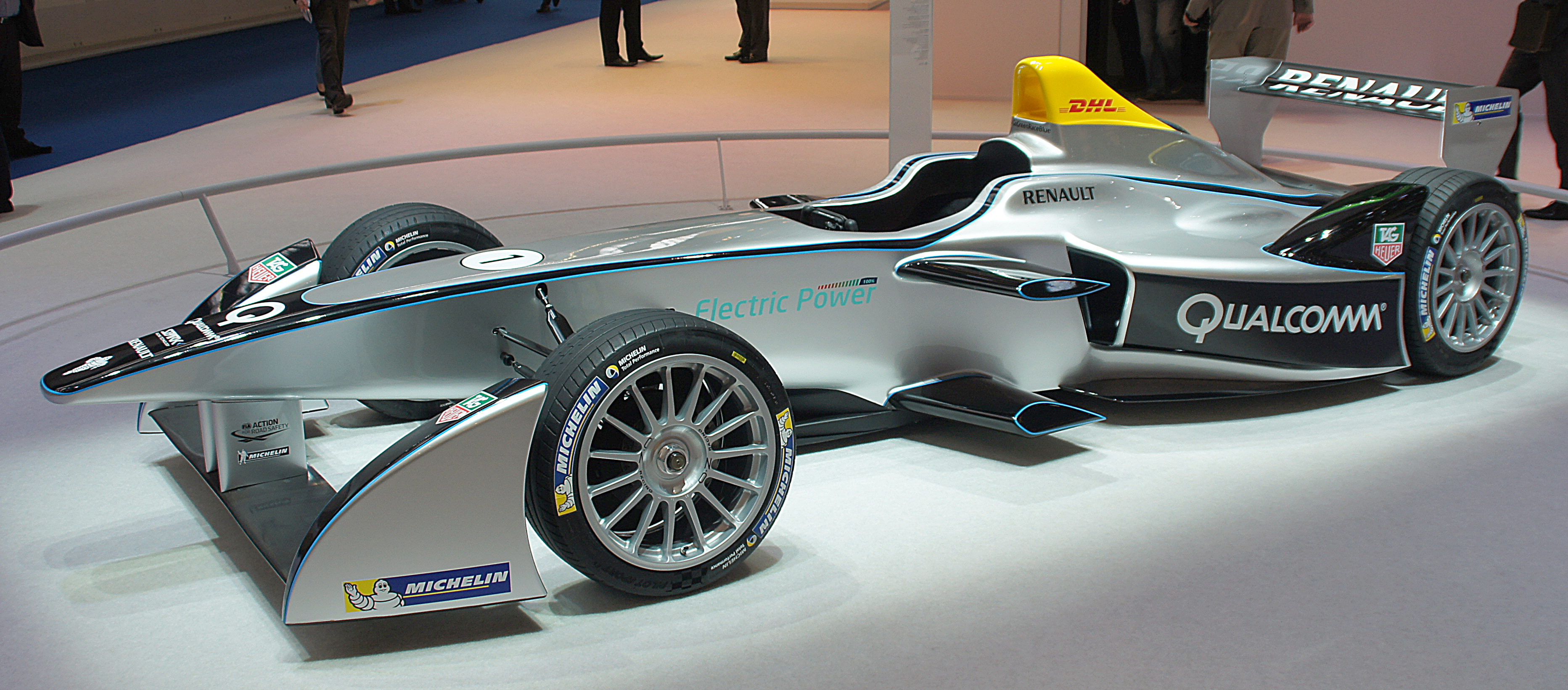
Spark-Renault SRT 01E usata dal 2014 al 2018

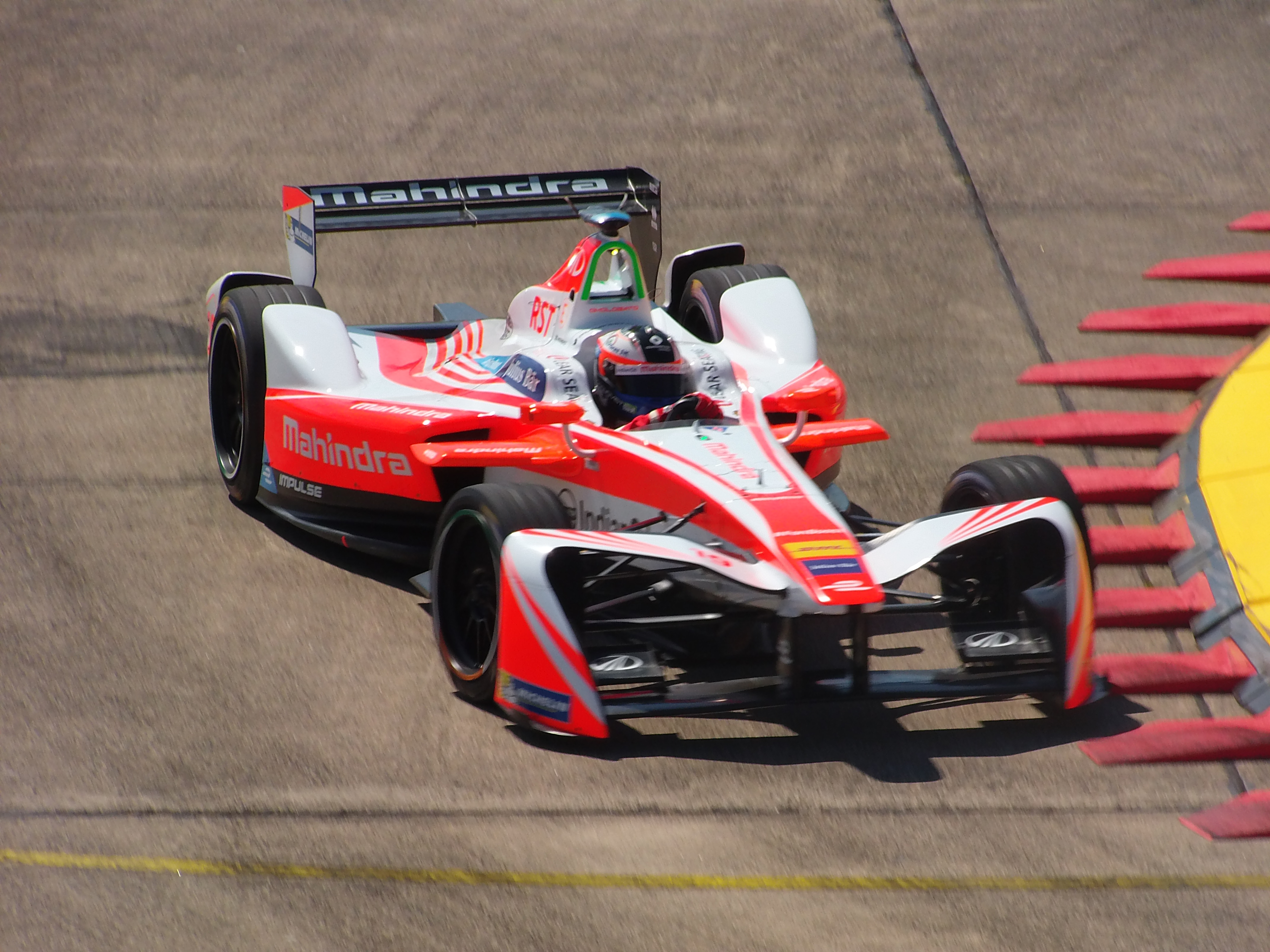
Felix Rosenqvist (Mahindra Racing) nel 2017

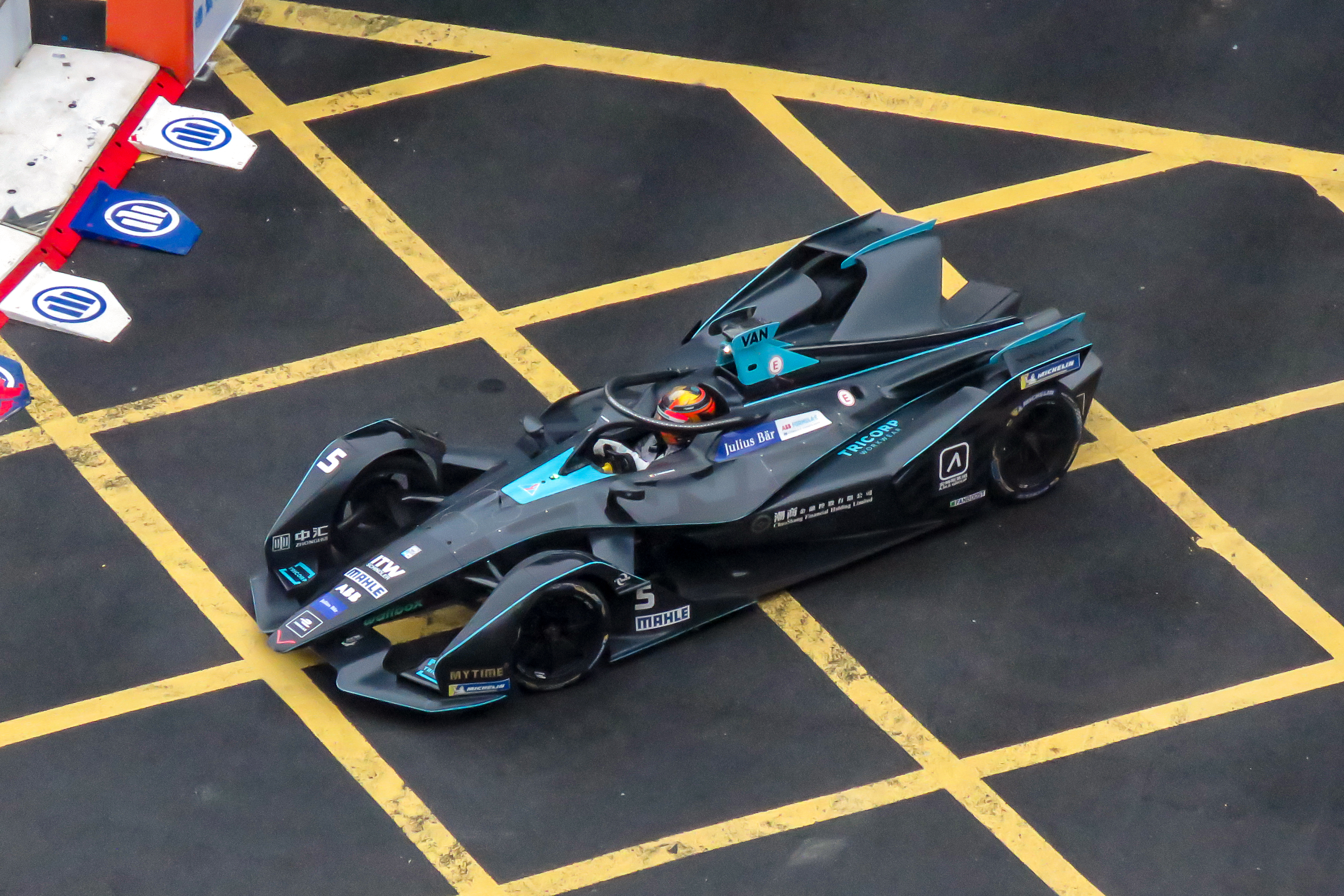
Stoffel Vandoorne su una vettura della Gen2 durante l'E-Prix di Hong Kong 2019

Nella prima stagione le auto avevano stesso motore, batterie, telaio ed elettronica, con il telaio monoscocca fornito dalla Dallara, i propulsori prodotti dalla McLaren Electronic Systems, che ha fornito anche l'elettronica, e il cambio a 5 rapporti fornito dalla Hewland. La Williams ha fornito il gruppo di batterie al litio.
Dalla seconda stagione in poi i regolamenti hanno permesso l'ingresso di nuovi costruttori, in particolar modo per la produzione del motore elettrico, dell'inverter e del cambio, oltre al sistema di raffreddamento. Restano invece standard la costruzione della vettura da parte della Spark, con telaio Dallara e il gruppo batterie fornito dalla Williams Advanced Engineering. Dalla quinta stagione le batterie sono fornite dalla McLaren Applied Technologies.
Il 6 marzo 2018 venne presentata, al Salone dell'automobile di Ginevra, la vettura di generazione successiva "Gen2", utilizzata a partire dalla quinta stagione.
Il 1º giugno 2020 la FIA ratifica delle novità, in vigore dalla stagione 2020-2021, per ridurre i costi dei team: durante i gran premi, sarà possibile utilizzare solo tre treni di gomme, invece dei quattro previsti fino alla stagione 2019-2020, il numero dei membri nel team passerà da 20 a 17 e sarà consentito l'utilizzo di un garage remoto con al massimo 6 persone.
La generazione successiva di vetture Formula E Gen3 viene presentata a Monaco il 28 aprile 2022 durante l'E-Prix di Monaco 2022, verrà utilizzata a partire dalla stagione 2022-2023. Inoltre viene cambiato fornitore di pneumatici, Hankook. Per la stagione 2024-2025 la serie passa alla Gen3 EVO, evoluzione della Gen3 presentata nel 2022. La differenza maggiore risiede nella trazione integrale, disponibile con l'utilizzo della massima potenza.

## Aspetti sportivi
La serie prevede l'assegnazione di tre titoli, uno riservato ai piloti, uno ai team e uno ai costruttori. L'ultimo è stato aggiunto dalla FIA per il campionato 2024-2025 ma la Formula E lo ha assegnato la prima volta nella stagione precedente.Il campionato si compone di 11 team, ognuno dei quali fa competere due piloti, con l'arrivo della Gen2 non è più necessario avere quattro vetture per scuderia. Per quanto riguarda le prime quattro stagioni, la durata della batteria ha permesso di disputare circa metà gara, obbligando i piloti ad un cambio di vettura durante la gara. A partire dalla quinta stagione, la nuova batteria permette di disputare l'intero E-Prix con una vettura.

### Programma di gara
La maggioranza delle gare si svolge con una doppia gara in due giorni consecutivi, una differenza rispetto alle prime stagioni. Durante i weekend double-header viene svolta una sessione di prove libere aggiuntive prima della qualifica della seconda gara.

#### Prove libere
Il programma prevede solitamente una sessione di Shakedown, svolta il giorno prima della gara, ad andatura ridotta, utile ai piloti per verificare i sistemi elettronici e l'affidabilità generale della vettura, mentre nel contempo i commissari di gara verificano il tracciato. Precedentemente alla qualifica e alla gara vengono effettuate due sessioni di prove libere, dalla durata di 30 minuti, utilizzate da team e piloti per settare la vettura e adattarsi al tracciato. In caso di doppia gara, l'ultimo girono si aggiunge una terza sessione di prove.

#### Qualifiche
Con il formato attuale, introdotto nell'ottava stagione, i piloti vengono divisi in due gruppi in base alla loro posizione in campionato: quelli in posizione dispari entrano nel gruppo A, mentre quelli in posizione pari nel gruppo B. L'eccezione è la prima gara della stagione, dove viene usato un metodo alternativo. Ogni gruppo ha a disposizione una sessione di 10 minuti per stabilire il giro più veloce a 300 kW, di cui i primi 4 di ogni gruppo accederanno alla fase dei "duelli", dove i piloti si affronteranno testa a testa a 350 kW in un quarto di finale, una semifinale e una finale. Il vincitore della finale si schiererà quindi in posizione 1, lo sconfitto della finale in posizione 2, gli sconfitti della semifinale in posizione 3 e 4, e gli sconfitti dei quarti di finale nelle posizioni dalla 5 alla 8, in ordine di tempo stabilito nelle rispettive sessioni. Il resto dei piloti della fase a gironi vengono piazzati alternativamente dalla posizione 9, con il gruppo del polesitter nei posti dispari e l'altro gruppo nei posti pari.

#### Gara
La Formula E, come la maggior parte delle altre principali serie motoristiche, prevede attualmente gare con una determinata distanza sul giro. Inoltre, in regime di Full Course Yellow o Safety Car, viene aggiunto un giro o più alla lunghezza della gara in base al tempo passato sotto FCY o Safety Car. Nella Stagione 11 è stata introdotto il "Pit Boost", il pit stop di ricarica rapida, che permette ai piloti di rientrare ai box per un pit stop obbligatorio di 30 secondi, ricaricando le batterie e aggiungendovi 3,85 kWh di energia. In gara, la potenza massima delle auto è attualmente limitata a 300 kW (402 CV), la potenza massima permette l'utilizzo della trazione integrale. Durante le gare viene quindi usata in partenza, al primo giro e durante l'utilizzo dell'Attack Mode. Poiché gli pneumatici all-weather sono progettati per durare per un'intera gara, le soste ai box sono necessarie solo per sostituire una gomma forata, per riparare la vettura o effettuare il pit di ricarica obbligatorio.

#### Fanboost
Il Fanboost era un sistema che permetteva ai fan di interagire con l'andamento della gara, mediante una votazione on-line del pilota preferito. Fino alla quarta stagione ai tre piloti più votati, veniva data la possibilità di utilizzare una potenza extra sulla seconda vettura per un periodo continuativo di cinque secondi, utile all'attacco o alla difesa della posizione sul tracciato; invece, a partire dalla quinta stagione veniva data la possibilità di utilizzare questo sistema a cinque piloti che potevano utilizzare una potenza extra sull'unica vettura a disposizione, l'utilizzo del Fanboost veniva segnalato dall'accensione di una striscia di led di colore magenta posizionata sull'Halo. Le votazioni erano solitamente aperte a partire da sei giorni prima della gara, fino a sei minuti dopo l'inizio di essa. La credibilità del sistema è stata fortemente messa in discussione, poiché si riteneva che le operazioni di voto potessero essere manipolate A partire dalla stagione nove il Fanboost non è più disponibile.

#### Attack Mode
A partire dalla quinta stagione della categoria viene introdotta una particolare modalità che concede potenza extra ai piloti, l'Attack Mode. Nella quinta stagione consisteva in 25 kW extra utilizzabili per alcuni giri della gara, attraversando una sezione apposita del tracciato, al di fuori dalla traiettoria ideale. I dettagli sul suo utilizzo, e la zona in cui può essere attivato, vengono forniti dalla direzione gara soltanto sessanta minuti prima della gara, in modo da evitare lo studio dettagliato di possibili strategie. L'utilizzo di tale modalità viene segnalato agli spettatori mediante l'accensione di una striscia di led di colore blu posizionata sull'Halo. Dalla sesta stagione la potenza viene aumentata di 10 kW, da 25 kW a 35 kW, e i piloti non potranno più attivarlo in regime di FCY o Safety Car. A partire dalla stagione nove l'Attack Mode sarà disponibile solo nelle gare che non avranno l'Attack Charge.

#### Pit Boost
A partire dalla nona stagione la Formula E aveva pianificato l'aggiunta di un pit di ricarica rapida, le vetture avrebbero potuto ricevere 4 kWh in più tramite una sosta di 30 secondi. Il pit è stato ufficialmente introdotto nell'undicesima stagione, dopo anni di test, prendendo il nome di Pit Boost invece di Attack Charge. La sosta permette un aumento del 10% dell'energia (3,85 kWh) tramite una ricarica rapida da 600 kW che viene erogata in 30 secondi.

### Sistema di punteggio
Il regolamento della Formula E prevede l'assegnazione di punti ai primi dieci classificati secondo lo schema classico dei campionati FIA. In aggiunta vengono assegnati 3 punti all'autore della pole position e 1 punto all'autore del giro più veloce in gara tra coloro che terminano nei primi 10 (nelle prime due stagioni venivano assegnati 2 punti). Di seguito il punteggio assegnato in base ai piazzamenti dopo la gara:
| Posizione | 1° | 2° | 3° | 4° | 5° | 6° | 7° | 8° | 9° | 10° | Pole | Giro Veloce |
| Punti     | 25 | 18 | 15 | 12 | 10 | 8  | 6  | 4  | 2  | 1   | 3    | 1           |

Dalla stagione 10 (2023-2024) viene introdotto, oltre la classifica piloti e team, il trofeo costruttori. Una classifica per i marchi impegnati nel campionato.

## Circuiti
Al contrario della maggior parte delle categorie automobilistiche, le gare di Formula E vengono disputate quasi esclusivamente su circuiti urbani, con una lunghezza compresa tra i 2 e i 3 km. L'obiettivo degli organizzatori è fin dalla prima stagione quello di portare la categoria tra le strade delle più grandi città del mondo. Il calendario della prima stagione prevede, tra gli altri, E-Prix a Pechino, gara inaugurale della serie, Buenos Aires, Miami, Berlino, Mosca e Londra. Nella seconda stagione fanno il loro ingresso l'E-Prix di Città del Messico e l'E-Prix di Parigi. Le nuove gare per la terza stagione si svolgono ad Hong Kong, New York e Montréal. I nuovi E-Prix annunciati per la quarta stagione si sarebbero dovuti svolgere a San Paolo, Santiago del Cile, Zurigo e Roma. Successivamente vengono ufficializzati l'E-Prix di Roma poi disputato il 14 aprile 2018 sul Circuito cittadino dell'EUR creato per l'occasione e l'E-Prix di Zurigo, che riporta dopo 64 anni le corse automobilistiche in circuito sul suolo svizzero. Il 7 dicembre 2017 viene invece annunciato l'annullamento dell'E-Prix di San Paolo, che viene sostituito dall'E-Prix di Punta del Este, già presente nella prima e seconda stagione della categoria.  Per la quinta stagione della categoria vengono introdotti l'E-Prix di Dirʿiyya, in Arabia Saudita, l'E-Prix di Sanya in Cina, e l'E-Prix di Berna al posto di quello disputato a Zurigo nella stagione precedente. La stagione segna inoltre il ritorno dell'E-Prix di Monaco dopo una stagione di assenza.
L'unico E-Prix presente in tutte le stagioni della categoria è l'E-Prix di Berlino.

## Piloti
A ciascuno dei team presenti nel campionato è data la possibilità di schierare due piloti per gara. I risultati ottenuti nel campionato servono anche per accumulare punti al fine di ottenere la superlicenza FIA, che consente ai piloti di gareggiare in F1. Secondo le regole attuali al vincitore del campionato spettano 30 punti, dei 40 necessari per la partecipazione in Formula 1. Per poter prendere parte al campionato di Formula E i piloti devono avere accumulato almeno 20 punti nell'arco dei tre anni precedenti la richiesta, o avere partecipato ad almeno tre E-Prix. Se tali punti non vengono raggiunti, i giudici della FIA possono comunque permettere la partecipazione di un pilota che abbia dimostrato indubbie qualità nella guida di monoposto in vari campionati.
I piloti che hanno vinto il campionato di Formula E sono Nelson Piquet Jr., Sébastien Buemi, Lucas Di Grassi, Jean-Éric Vergne, António Félix da Costa, Nyck de Vries, Stoffel Vandoorne, Jake Dennis, Pascal Wehrlein e Oliver Rowland mentre la tabella seguente mostra i piloti che hanno vinto almeno una gara:
| Pos | Pilota                 | Vittorie | Prima vittoria                   | Ultima vittoria                  |
| --- | ---------------------- | -------- | -------------------------------- | -------------------------------- |
| 1   | Sébastien Buemi        | 14       | E-Prix di Punta del Este 2014    | E-Prix di Monaco 2025 (gara 2)   |
| 1   | Mitch Evans            | 14       | E-Prix di Roma 2019              | E-Prix di Berlino 2025 (gara 1)  |
| 3   | Lucas Di Grassi        | 13       | E-Prix di Pechino 2014           | E-Prix di Londra 2022 (gara 2)   |
| 4   | Sam Bird               | 12       | E-Prix di Putrajaya 2014         | E-Prix di San Paolo 2024         |
| 4   | António Félix da Costa | 12       | E-Prix di Buenos Aires 2015      | E-Prix di Portland 2024 (gara 2) |
| 6   | Jean-Éric Vergne       | 11       | E-Prix di Montréal 2017 (gara 2) | E-Prix di Hyderabad 2023         |
| 6   | Nick Cassidy           | 11       | E-Prix di New York 2022 (gara 1) | E-Prix di Londra 2025 (gara 2)   |
| 8   | Pascal Wehrlein        | 8        | E-Prix di Città del Messico 2022 | E-Prix di Miami 2025             |
| 9   | Oliver Rowland         | 7        | E-Prix di Berlino 2020 (gara 5)  | E-Prix di Tokyo 2025 (gara 2)    |
| 9   | Maximilian Günther     | 7        | E-Prix di Santiago 2020          | E-Prix di Shanghai 2025 (gara 1) |
| 11  | Edoardo Mortara        | 6        | E-Prix di Hong Kong 2019         | E-Prix di Seoul 2022 (gara 2)    |
| 11  | Jake Dennis            | 6        | E-Prix di Valencia 2021 (gara 2) | E-Prix di Dirʿiyya 2024 (gara 1) |
| 13  | Nyck de Vries          | 4        | E-Prix di Diriyah 2021 (gara 1)  | E-Prix di Berlino 2022 (gara 2)  |
| 13  | Stoffel Vandoorne      | 4        | E-Prix di Berlino 2020 (gara 6)  | E-Prix di Tokyo 2025 (gara 1)    |
| 15  | Nicolas Prost          | 3        | E-Prix di Miami 2015             | E-Prix di Londra 2016 (gara 2)   |
| 15  | Felix Rosenqvist       | 3        | E-Prix di Berlino 2017 (gara 1)  | E-Prix di Marrakech 2018         |
| 15  | Jérôme d'Ambrosio      | 3        | E-Prix di Berlino 2015           | E-Prix di Marrakech 2019         |
| 18  | Nelson Piquet Jr.      | 2        | E-Prix di Long Beach 2015        | E-Prix di Mosca 2015             |
| 18  | Daniel Abt             | 2        | E-Prix di Città del Messico 2018 | E-Prix di Berlino 2018           |
| 18  | Robin Frijns           | 2        | E-Prix di Parigi 2019            | E-Prix di New York 2019 (gara 2) |
| 21  | Alexander Sims         | 1        | E-Prix di Dirʿiyya 2019 (gara 2) |                                  |
| 21  | Alex Lynn              | 1        | E-Prix di Londra 2021 (gara 2)   |                                  |
| 21  | Norman Nato            | 1        | E-Prix di Berlino 2021 (gara 2)  |                                  |
| 21  | Dan Ticktum            | 1        | E-Prix di Giacarta 2025          |                                  |

Con sfondo verde i piloti campioni della categoria, in grassetto i piloti ancora in attività nella categoria.
Tabella aggiornata all'E-Prix di Londra 2025

## Squadre
Nella prima stagione furono ammesse al campionato dieci squadre, otto delle quali ancora presenti nel campionato. I team che hanno finora partecipato a tutte le stagioni di Formula E sono: Virgin Racing, Mahindra Racing, Dragon Racing, Audi Sport ABT Schaeffler, Venturi Grand Prix, Andretti Formula E e NIO Formula E Team. All'inizio della seconda stagione il team Trulli GP, che aveva disputato l'intera prima stagione finendo ultimo nella classifica a squadre, ha dovuto abbandonare la categoria per alcuni inconvenienti tecnici che hanno causato la rottura degli accordi commerciali con alcuni fornitori. Alla fine della seconda stagione lascia la categoria anche il Team Aguri, che cede la licenza a nuovi investitori cinesi che, a partire dalla terza stagione fondano la squadra Techeetah, che entra a far parte dei team di Formula E. Nella terza stagione debutta anche la Jaguar Racing.
A partire dalla quinta stagione la Nissan prende il posto della Renault, per quanto riguarda la partnership con il team e.dams, mentre la BMW entra nelle vesti di costruttore del team Andretti. Fa il suo ingresso anche la HWA Racelab, con motore Venturi.
Per la stagione 2019-2020, sesta stagione della Formula E, la FIA ha omologato anche Mercedes e Porsche quali costruttori della categoria.
Dal 2022, la Nissan è diventata team ufficiale rilevando l'intera struttura e.dams. Nella stagione 2022-2023 ha debuttato in Formula E la Maserati MSG Racing, con il brand italiano partner del team monegasco dopo 13 anni di assenza dal motorsport.

## Albo d'oro
| Stagione  | Campionato piloti      | Campionato piloti     | Campionato piloti                      | Campionato Team       | Campionato Team                        | Campionato Costruttori | Campionato Costruttori     |
| Stagione  | Pilota                 | Scuderia              | Vettura                                | Scuderia              | Vettura                                | Costruttore            | Vettura                    |
| --------- | ---------------------- | --------------------- | -------------------------------------- | --------------------- | -------------------------------------- | ---------------------- | -------------------------- |
| 2014-2015 | Nelson Piquet Jr.      | NEXTEV China Racing   | Spark-Renault SRT 01E                  | E.dams-Renault        | Spark-Renault SRT 01E                  |                        |                            |
| 2015-2016 | Sébastien Buemi        | Renault-e.dams        | Spark-Renault Z.E. 15                  | Renault-e.dams        | Spark-Renault Z.E. 15                  |                        |                            |
| 2016-2017 | Lucas Di Grassi        | Audi Schaeffler ABT   | Spark-ABT Schaeffler FE02              | Renault-e.dams        | Spark-Renault Z.E. 16                  |                        |                            |
| 2017-2018 | Jean-Éric Vergne       | Techeetah             | Spark-Renault Z.E. 17                  | Audi Sport ABT        | Spark-Audi e-tron FE04                 |                        |                            |
| 2018-2019 | Jean-Éric Vergne       | DS Techeetah          | Spark-DS E-TENSE FE19                  | DS Techeetah          | Spark-DS E-TENSE FE19                  |                        |                            |
| 2019-2020 | António Félix da Costa | DS Techeetah          | Spark-DS E-TENSE FE20                  | DS Techeetah          | Spark-DS E-TENSE FE20                  |                        |                            |
| 2020-2021 | Nyck de Vries          | Mercedes EQ Formula E | Spark-Mercedes-Benz EQ Silver Arrow 02 | Mercedes EQ Formula E | Spark-Mercedes-Benz EQ Silver Arrow 02 |                        |                            |
| 2021-2022 | Stoffel Vandoorne      | Mercedes EQ Formula E | Spark-Mercedes-Benz EQ Silver Arrow 02 | Mercedes EQ Formula E | Spark-Mercedes-Benz EQ Silver Arrow 02 |                        |                            |
| 2022-2023 | Jake Dennis            | Avalanche Andretti    | Spark-Porsche 99X Electric Gen3        | Envision Racing       | Spark-Jaguar I-Type 6                  |                        |                            |
| 2023-2024 | Pascal Wehrlein        | TAG Heuer Porsche     | Spark-Porsche 99X Electric             | Jaguar TCS Racing     | Spark-Jaguar I-Type 6                  | Jaguar                 | Spark-Jaguar I-Type 6      |
| 2024-2025 | Oliver Rowland         | Nissan Formula E Team | Nissan e-4ORCE 05                      | TAG Heuer Porsche     | Spark-Porsche 99X Electric             | Porsche                | Spark-Porsche 99X Electric |

## Serie eSport
Nel 2019 venne lanciata l'app Virtually Live Ghost Racing, che consente ai fan di guidare virtualmente le vetture di Formula E insieme ai piloti reali mentre la gara è in corso.
Nel 2020, durante la sospensione della stagione dovuta alla pandemia di COVID-19, la Formula E organizzò una serie di eSport chiamata Race at Home Challenge.
Nel 2021 la Formula E introdusse una nuova serie di eSport, chiamata Formula E: Accelerate, la quale utilizza il gioco online rFactor 2. La prima stagione di 6 gare si svolse tra gennaio e marzo 2021 e vide la partecipazione di tutti i team di Formula E. Questa serie è composta da sim racer professionisti che gareggiano virtualmente su alcune piste selezionate della stagione di Formula E, con gli eventi chiamati "major", prima della finale disputata sul circuito di Londra.

## Serie di supporto

### FE School Series
Durante la prima stagione di Formula E, in alcune delle gare disputate, si svolsero delle corse dimostrative di supporto facenti parte della FE School Series, riservata a squadre studentesche che avevano sviluppato una propria vettura elettrica. Tale serie non venne però confermata per la seconda stagione di Formula E.

### Roborace

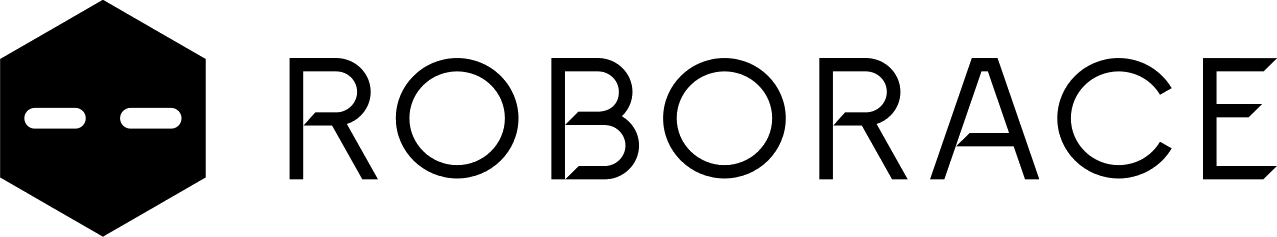
Logo di Roborace

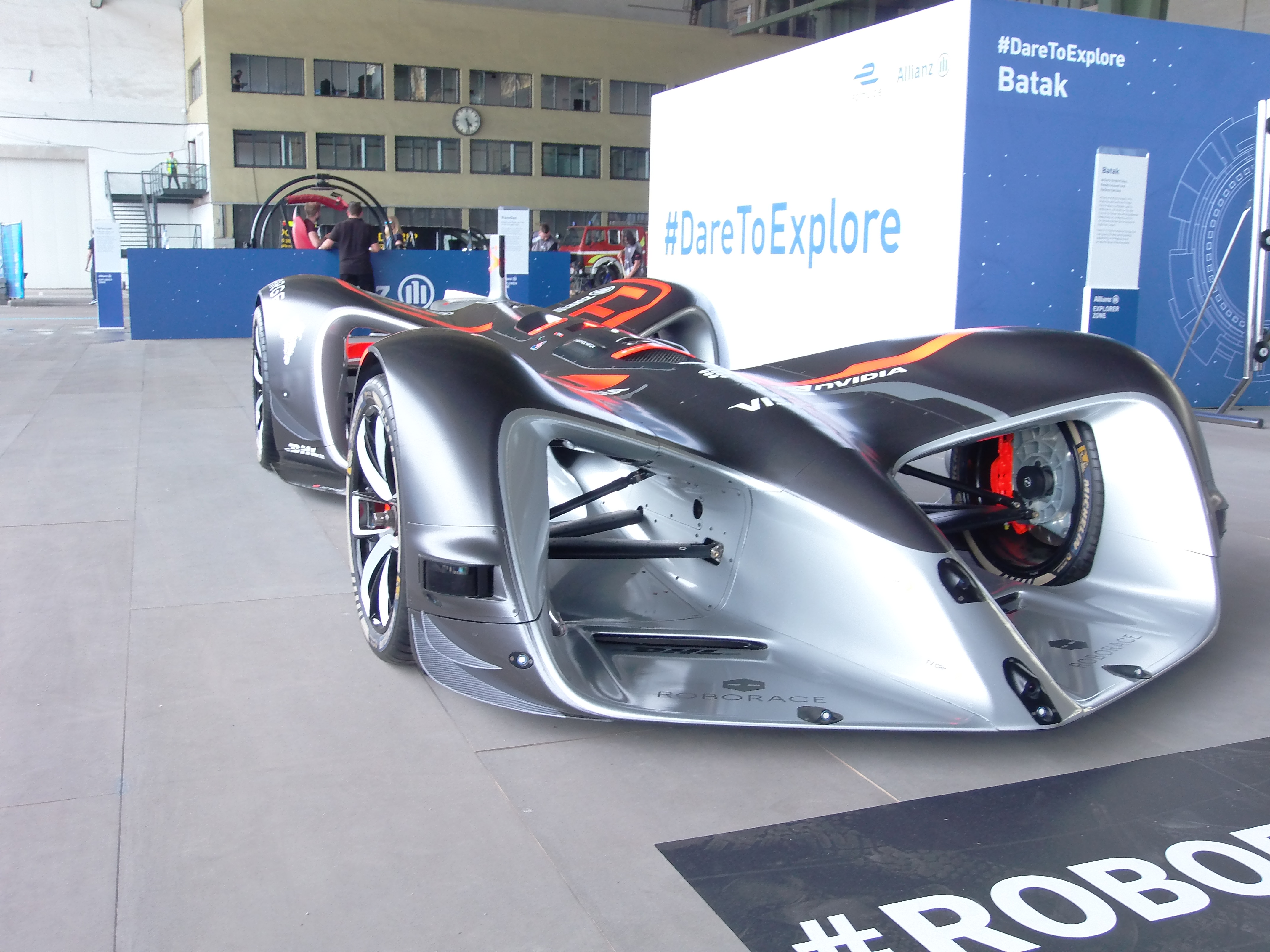
Una delle auto autonome DevBot in mostra durante l'E-Prix di Berlino 2017

Roborace è stata una serie di supporto alla Formula E, annunciata per la prima volta nel 2015, che ambiva alla creazione di un campionato di corse motoristiche con vetture alimentate elettricamente a guida autonoma e senza piloti umani, che si sarebbe dovuto svolgere sugli stessi tracciati della Formula E con 10 scuderie partecipanti, le quali avrebbero gareggiato con vetture riadattate identiche tra loro, tranne che per le tecnologie di intelligenza artificiale e gli algoritmi di calcolo in tempo reale sviluppati in proprio da ciascun team.
Le vetture Roborace, denominate DevBot, erano state prodotte dalla Kinetik, la quale assicurava che sarebbero state in grado di raggiungere velocità di punta al di sopra dei 300 km/h. La loro carrozzeria era stata ideata dal designer Daniel Simon.
Dopo i primi test su pista effettuati il 24 agosto 2016 sul circuito di Donington Park, nel corso della stagione 2016-2017 di Formula E si sono tenuti dei test dimostrativi della Roborace con due auto a guida autonoma, che si sono sfidate durante l'E-Prix di Buenos Aires 2017. Anche nel corso della stagione 2017-2018 di Formula E vennero svolti ulteriori eventi di prova della Roborace, tra cui i test effettuati dal pilota Ryan Tuerck con un DevBot durante l'E-Prix di Roma 2018.
Dopo la disputa delle stagioni di test Season Alpha nel 2019 in varie località dell'Europa e del Nord America con una versione aggiornata delle vetture denominata DevBot 2.0 e Season Beta tra il 2020 e il 2021 con 12 gare in calendario e 7 team partecipanti, la società proprietaria di Roborace, Arrival, annunciò nel maggio 2022 l'interruzione della serie motoristica per mancanza di fondi.

### Jaguar I-Pace eTrophy
La Formula E, in collaborazione con Jaguar, organizzò nelle stagioni 2018-2019 e 2019-2020 la serie di supporto Jaguar I-Pace eTrophy, in cui si gareggiava con SUV elettrici a batteria Jaguar I-Pace.. Nel maggio 2020 Jaguar annunciò la cancellazione della serie a causa di problemi finanziari causati dalla pandemia di COVID-19.

### NXT Gen Cup
Nel febbraio 2024 la Formula E annunciò come serie di supporto al campionato la NXT Gen Cup, a cui partecipano giovani piloti di età compresa tra 15 e 25 anni alla guida di auto da turismo elettriche. La NXT Gen Cup sarebbe dovuta essere presente in tutte e quattro le gare europee (Misano, Monaco, Berlino e Londra) della 10ª stagione di Formula E; tuttavia, poco prima del fine settimana della gara di Misano, la serie decise di separarsi dalla Formula E.

## Loghi

Logo della Formula E usato dal 2014 al 2017
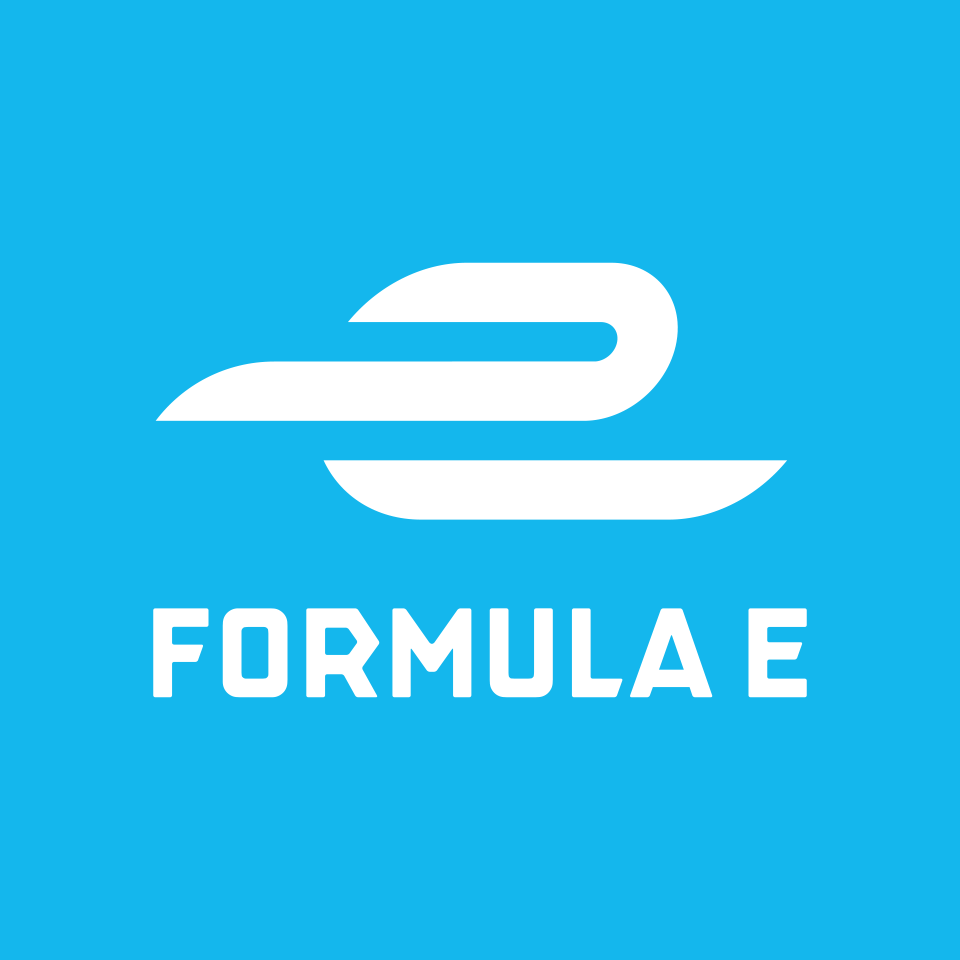
Logo della Formula E in uso dal 2017 al 2022
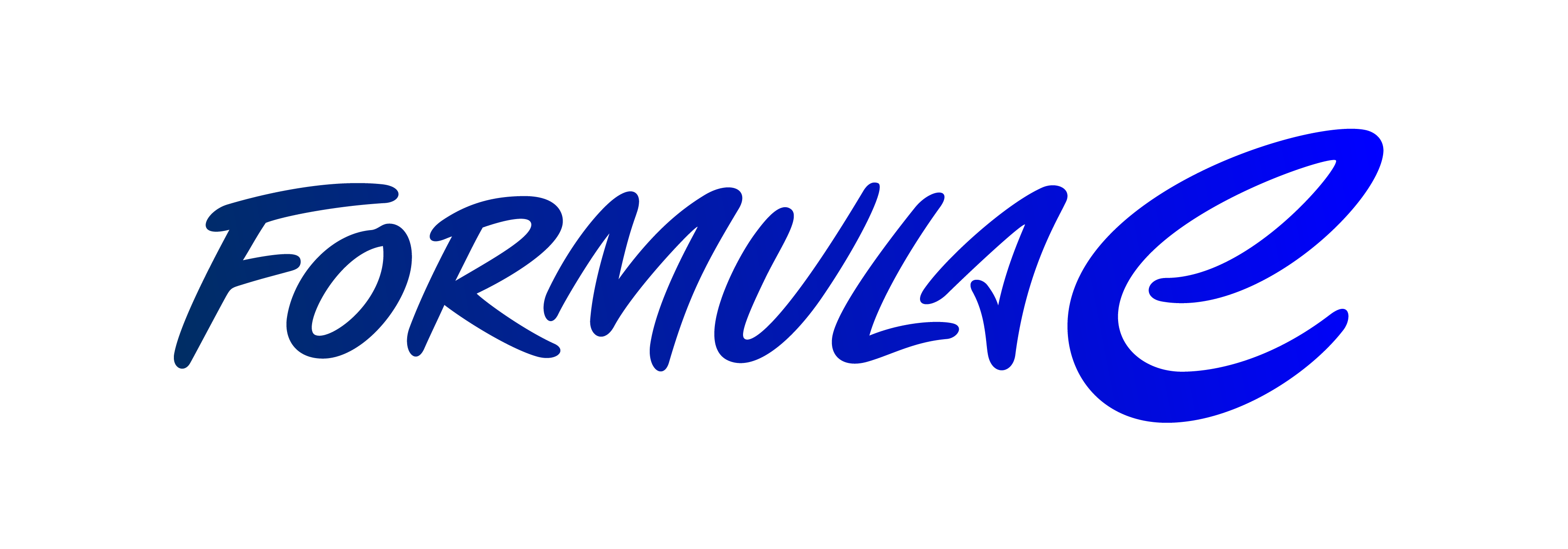
Logo usato a partire dalla stagione 2022-2023.